# Eriocaulon kolhapurense
Eriocaulon kolhapurense là một loài thực vật có hoa trong họ Cỏ dùi trống. Loài này được S.P.Gaikwad, Sardesai & S.R.Yadav mô tả khoa học đầu tiên năm 2002.